# Benzopireni

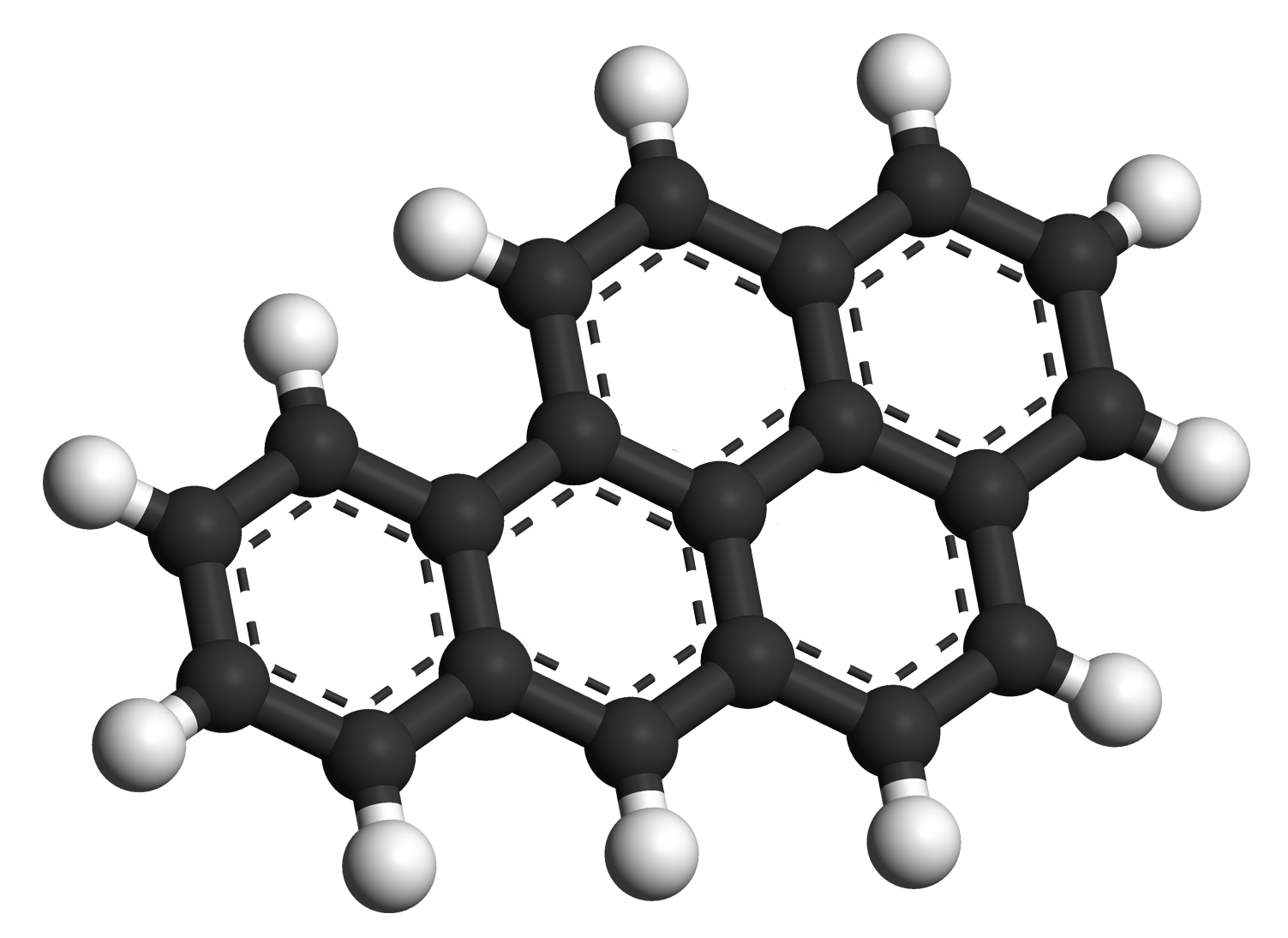
I cinque anelli aromatici benzenici del [[benzo(a)pirene|benzo[a]pirene]].

I benzopireni sono idrocarburi (formula molecolare C20H12) della serie aromatica, policiclici a cinque anelli benzenici condensati. Strutturalmente parlando, essi sono formati da un pirene condensato con un gruppo fenile. I due isomeri più comuni sono il benzo[a]pirene e il meno comune benzo[e]pirene.

## Caratteristiche
Sono contenuti nel catrame di carbone fossile e in molti carboni fossili stessi. Hanno azione cancerogena e vengono utilizzati nello studio dei tumori. I benzopireni sono tra gli scarti della combustione di molti prodotti contenenti molecole pesanti. Si ritrovano quindi nel fumo di sigaretta, nella combustione dei rifiuti indifferenziati, nello scarico dei motori Diesel e di tutti i motori alimentati con combustibili pesanti (più pesanti della comune frazione delle benzine quindi nafte, cherosene, carbone, oli combustibili), possono formarsi anche nella combustione del legname. Il benzopirene viene a formarsi anche durante la carbonizzazione dei cibi nelle cotture alla griglia, ed è altamente nocivo per la salute umana.